# Myrddin Wyllt
Myrddin Wyllt (en galés: Myrddin el Salvaje, en córnico: Merdhyn Gwyls, en bretón: Marzhin Gouez) es un personaje de la leyenda galesa medieval. En la poesía del galés medio se le considera un bardo principal, el orador de varios poemas en el Libro negro de Carmarthen y el Libro rojo de Hergest. Elis Gruffydd lo llama Wyllt («el Salvaje»), y en otros lugares Myrddin Emrys («Ambrosio»), Merlinus Caledonensis («de Caledonia») o Merlín Sylvestris («de los bosques»). Myrddin Wylt nació en el año 540.[cita requerida]
Aunque su leyenda se centra en un tema celta conocido, la leyenda de Myrddin tiene sus raíces en la historia, pues se dice que se volvió loco después de la batalla de Arfderydd (Arthuret), en la que Rhydderch Hael de Strathclyde derrotó al rey britano Gwenddoleu. Según los Annales Cambriae esto tuvo lugar en el año 573. Myrddin huyó al bosque, vivió con las bestias y recibió el don de la profecía.
La leyenda de Myrddin Wyllt se parece mucho a la de un personaje del norte de Britania llamado Lailoken, que aparece en la obra del siglo XII Vida de Kentigern, de Jocelyn de Furness. Los eruditos difieren en cuanto a la independencia o identidad de Lailoken y Myrddin, aunque hay más acuerdo en cuanto a la independencia original de Myrddin respecto de las leyendas galesas posteriores.
Se dice que la tumba de Myrddin se encuentra cerca del río Tweed en el pueblo de Drumelzier, cerca de Peebles, aunque no queda ninguna evidencia arqueológica por encima del nivel del suelo en el lugar.

## En la literatura galesa
Los primeros poemas galeses (anteriores al siglo XII) sobre la leyenda de Myrddin lo presentan como un loco que vive una existencia en el Bosque de Caledonia. Nació en el año 540.[cita requerida] En el bosque, reflexiona sobre su existencia anterior y los eventos de la batalla de Arfderydd, donde Riderch Hael, rey de Alt Clut (Strathclyde), masacró a las fuerzas de Gwenddoleu, y Myrddin enloqueció al ver esta derrota. Los Annales Cambriae fechan esta batalla en el año 573, nombrando a los adversarios de Gwenddoleu como los hijos de Eliffer, presumiblemente Gwrgi y Peredur. Esta batalla, el posterior asesinato de Urien Rheged y la derrota de los Gododdin en Catraeth se citan como razones del colapso de la alianza de los primeros reinos británicos en el norte con los anglos, escotos y pictos.
El historiador galés John Edward Lloyd sugiere que hubo tres tradiciones que se fusionaron. La primera, la de "Merlinus Ambrosius" (el Merlín artúrico), identificado por Giraldus Cambrensis como Myrddin Emrys —la forma galesa de Ambrosius—, que fue encontrado en Carmarthen y profetizado ante Vortigern. La segunda, la de "Merlinus Silvester" o "Merlinus Caledonius", que vino del norte (Alba) y fue contemporáneo de Arturo, vio un horrible presagio en el cielo mientras luchaba en una batalla y pasó el resto de sus días como un loco en el bosque. La tercera es la historia de “Myrddin Wyllt”, a quien Lloyd identifica con el Lailoken mencionado en La vida de San Kentigern de Jocelyn de Furness.
Aunque Lailoken es identificado con Merlín en Lailoken y Kentigern, texto de finales del siglo XV, el nombre alternativo puede haber estado ya presente en el poema galés medio Diálogo de Myrddin con su hermana Gwendydd (también llamada Gwenddydd o Languoreth), ya que ella se dirige a él varias veces como Llallwg, por lo que el diminutivo sería Llallwgan.
En Lailoken y Kentigern, San Kentigern se encuentra con un hombre loco, desnudo y velludo llamado Lailoken, al que algunos llaman Merlynum o Merlín, en un lugar desierto. Había sido condenado por sus pecados a vagar en compañía de bestias, habiendo sido la causa de la muerte de todas las personas que murieron en la batalla librada en la llanura entre Liddel y Carwannok. Después de contar su historia, el loco se levanta de un salto y huye de la presencia del santo hacia el desierto. Aparece varias veces más en la narración, hasta que finalmente le pide a San Kentigern el Sacramento, profetizando que estaba a punto de morir una muerte triple. Tras algunas vacilaciones, el santo concede el deseo del loco y, más tarde ese mismo día, los pastores del rey Meldred lo capturan, lo golpean con palos y luego lo arrojan al río Tweed, donde su cuerpo es atravesado por una estaca, cumpliendo así su profecía.
La leyenda dice que la segunda parte del nombre de Carmarthen (en galés -fyrddin) se deriva de Myrddin e identifica su lugar de nacimiento. Sin embargo, cuando Britania era una provincia romana, Carmarthen era la capital de la civitas de la tribu de los Démetas, conocida como Moridunum (del britónico común *mori-dunon, que significa "fuerte marítimo"), y esta es la verdadera fuente del nombre de la ciudad. El celtista A. O. H. Jarman sugiere que, en cambio, el nombre Myrddin se deriva del de Carmarthen.
La literatura galesa contiene ejemplos de literatura profética que predice la victoria militar de todos los pueblos celtas de Gran Bretaña, que se unirían a los ingleses (y más tarde a los normandos) y los expulsarían del mar. Algunas de estas obras se presentaron como profecías de Myrddin. El Armes Prydein (una de las primeras menciones suyas) contiene la frase “Myrddin predice que se encontrarán”. Al parecer, la tradición era compartida con la literatura de Cornualles, pero solo existe una única traducción latina de un original perdido en Cornualles, La profecía de Merlín, obra de Juan de Cornualles, en la biblioteca del Vaticano. En el Libro negro de Carmarthen, los poemas Yr Afallennau e Yr Oianau describen a Myrddin hablando con un manzano y un cerdo, profetizando el éxito o el fracaso del ejército galés en las batallas con los normandos en el sur de Gales.
Clas Myrddin, o El recinto de Merlín, es un nombre antiguo para Gran Bretaña mencionado en la tercera serie de las tríadas galesas.

## Godofredo de Monmouth
La representación moderna de Merlín comenzó con el clérigo y escritor galés Godofredo de Monmouth, quien lo retrató como un profeta y un loco, y lo introdujo en la leyenda artúrica. Godofredo de Monmouth popularizó al mago Merlín, asociado con la ciudad de Carmarthen en el sur de Gales. Su libro Prophetiae Merlini pretendía ser una colección de las profecías de la figura galesa de Myrddin, a quien llamó Merlín. Incluyó las profecías en su segunda obra más famosa, la Historia Regum Britanniae. En esta obra, sin embargo, construyó un relato de la vida de Merlín que lo situaba en la época de Ambrosio Aureliano y el Rey Arturo, décadas antes de la vida de Myrddin Wyllt. También le atribuyó un episodio originalmente atribuido a Ambrosio y otros que parecen ser de su propia invención.
Más tarde, Godofredo escribió la Vita Merlini, un relato basado más de cerca en las historias galesas anteriores sobre Myrddin y sus experiencias en Arfderyd, y explicó que la acción se desarrollaba mucho después de la relación de Merlín con Arturo. Sin embargo, la Vita Merlini no resultó lo suficientemente popular como para contrarrestar la versión de Merlín en la Historia, que influyó en la mayoría de los relatos posteriores sobre el personaje.